# ماهی‌خورک پشت‌حنایی
 ماهی‌خورک پشت‌حنایی (نام علمی: Ceyx rufidorsa) نام یک گونه از سرده ماهی‌خورک‌های کوتوله است.